# Fans (album)
Fans è un album in studio del cantante e produttore discografico Malcolm McLaren, pubblicato nel 1984.
Contiene prevalentemente alcune rivisitazioni in chiave R&B, pop ed hip hop di celebri arie di Giacomo Puccini tratte da opere quali Madama Butterfly e Turandot.

## Tracce
1. Madam Butterfly (Un bel dì vedremo) – 6:32 (Giacomo Puccini)
2. Fans (Nessun dorma) – 3:50 (Giacomo Puccini)
3. Carmen (L'Oiseau Rebelle) – 4:50 (Georges Bizet)
4. Boy's Chorus (Là Sui Monti Dell'Est) – 4:30 (Giacomo Puccini)
5. Lauretta (O mio babbino caro) – 5:20 (Giacomo Puccini)
6. Death of Butterfly (Tu Tu Piccolo) – 4:58 (Giacomo Puccini)